# Mavilly-Mandelot
Mavilly-Mandelot est une commune française située dans le département de la Côte-d'Or en région Bourgogne-Franche-Comté.

## Géographie

### Localisation
Mavilly-Mandelot est un village viticole situé sur les hauteurs des Hautes-Côtes de Beaune, à une dizaine de kilomètres au nord-ouest de Beaune et à 47 km au sud-ouest de Dijon,.
Le sentier de grande randonnée GR 7 passe dans la commune.

### Communes limitrophes
Les communes limitrophes sont  Bessey-en-Chaume, Bouze-lès-Beaune, Lusigny-sur-Ouche, Meloisey, Montceau-et-Écharnant et Nantoux.

### Géologie et relief
La superficie de la commune est de 9,80 km2 ; son altitude varie de 345  à   588 mètres.

### Climat
Pour des articles plus généraux, voir Climat de la Bourgogne-Franche-Comté et Climat de la Côte-d'Or.
En 2010, le climat de la commune est de type climat océanique dégradé des plaines du Centre et du Nord, selon une étude du Centre national de la recherche scientifique s'appuyant sur une série de données couvrant la période 1971-2000. En 2020, Météo-France publie une typologie des climats de la France métropolitaine dans laquelle la commune est exposée à un climat océanique altéré et est dans la région climatique Bourgogne, vallée de la Saône, caractérisée par un bon ensoleillement (1 900 h/an), un été chaud (18,5 °C), un air sec au printemps et en été et des vents faibles.
Pour la période 1971-2000, la température annuelle moyenne est de 10 °C, avec une amplitude thermique annuelle de 16,7 °C. Le cumul annuel moyen de précipitations est de 878 mm, avec 12,6 jours de précipitations en janvier et 8 jours en juillet. Pour la période 1991-2020, la température moyenne annuelle observée sur la station météorologique de Météo-France la plus proche, « Bessey », sur la commune de Bessey-en-Chaume à 4 km à vol d'oiseau, est de 10,2 °C et le cumul annuel moyen de précipitations est de 831,9 mm,. Pour l'avenir, les paramètres climatiques de la commune estimés pour 2050 selon différents scénarios d'émission de gaz à effet de serre sont consultables sur un site dédié publié par Météo-France en novembre 2022.

## Urbanisme

### Typologie
Au 1er janvier 2024, Mavilly-Mandelot est catégorisée commune rurale à habitat dispersé, selon la nouvelle grille communale de densité à 7 niveaux définie par l'Insee en 2022.
Elle est située hors unité urbaine. Par ailleurs la commune fait partie de l'aire d'attraction de Beaune, dont elle est une commune de la couronne,. Cette aire, qui regroupe 64 communes, est catégorisée dans les aires de 50 000 à moins de 200 000 habitants,.

### Occupation des sols

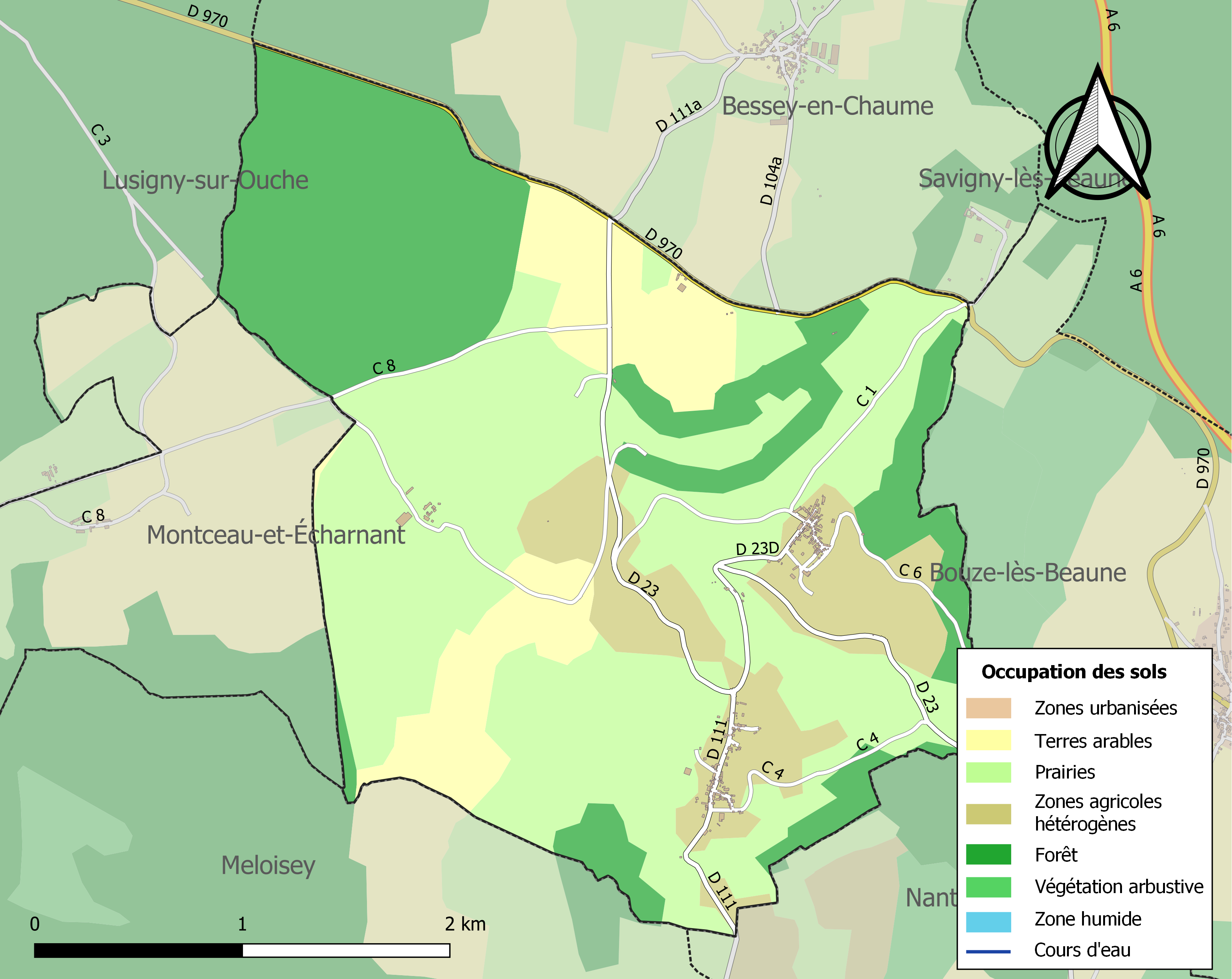
Carte des infrastructures et de l'occupation des sols de la commune en 2018 (CLC).

L'occupation des sols de la commune, telle qu'elle ressort de la base de données européenne d’occupation biophysique des sols Corine Land Cover (CLC), est marquée par l'importance des territoires agricoles (71,1 % en 2018), une proportion sensiblement équivalente à celle de 1990 (71 %). La répartition détaillée en 2018 est la suivante : 
prairies (45,9 %), forêts (28,6 %), zones agricoles hétérogènes (13,3 %), terres arables (11,9 %), milieux à végétation arbustive et/ou herbacée (0,3 %). L'évolution de l’occupation des sols de la commune et de ses infrastructures peut être observée sur les différentes représentations cartographiques du territoire : la carte de Cassini (XVIIIe siècle), la carte d'état-major (1820-1866) et les cartes ou photos aériennes de l'IGN pour la période actuelle (1950 à aujourd'hui).

### Lieux-dits, hameaux et écarts
Outre le village de Mavilly, situé au sud du territoire, la commune compte un hameau, Mandelot , situé au nord.
Par ailleurs, plusieurs corps de ferme sont présents dans la partie nord du territoire

### Habitat et logement
En 2020, le nombre total de logements dans la commune était de 99, alors qu'il était de 100 en 2015 et de 91 en 2010.
Parmi ces logements, 76,8 % étaient des résidences principales, 15,1 % des résidences secondaires et 8,1 % des logements vacants. Ces logements étaient pour 95 % d'entre eux des maisons individuelles et pour 5 % des appartements.
Le tableau ci-dessous présente la typologie des logements à Mavilly-Mandelot en 2020 en comparaison avec celle de la Côte-d'Or et de la France entière. Une caractéristique marquante du parc de logements est ainsi une proportion de résidences secondaires et logements occasionnels (15,1 %) supérieure à celle du département (5,6 %) et à celle de la France entière (9,7 %). Concernant le statut d'occupation de ces logements, 84,4 % des habitants de la commune sont propriétaires de leur logement (88,7 % en 2015), contre 59,9 % pour la Côte-d'Or et 57,5 pour la France entière.
| Typologie                                               | Mavilly-Mandelot | Côte-d'Or | France entière |
| ------------------------------------------------------- | ---------------- | --------- | -------------- |
| Résidences principales (en %)                           | 76,8             | 85,9      | 82,1           |
| Résidences secondaires et logements occasionnels (en %) | 15,1             | 5,6       | 9,7            |
| Logements vacants (en %)                                | 8,1              | 8,5       | 8,2            |

## Toponymie
La commune, instituée par la Révolution française sous le nom de Mavilly, prend en 1929  celui de Mavilly-Mandelot.

## Histoire

### Époque contemporaine
La commune a été desservie par la station de Mavilly sur la ligne de chemin de fer secondaire à voie métrique de Beaune à Bligny-sur-Ouche et Saulieu, mise en service en 1891 et qui a fonctionné jusqu'en 1936,,.

## Politique et administration

### Rattachements administratifs et électoraux

#### Rattachements administratifs
La commune se trouve dans l'arrondissement de Beaune du département de la Côte-d'Or.
Elle faisait partie depuis 1801 du canton de Beaune-Nord. Dans le cadre du redécoupage cantonal de 2014 en France, cette circonscription administrative territoriale a disparu, et le canton n'est plus qu'une circonscription électorale.

#### Rattachements électoraux
Pour les élections départementales, la commune fait partie depuis 2014 du canton de Ladoix-Serrigny
Pour l'élection des députés, elle fait partie de la cinquième circonscription de la Côte-d'Or.

### Intercommunalité
Mavilly-Mandelot est membre de la communauté d'agglomération Beaune Côte et Sud, un établissement public de coopération intercommunale (EPCI) à fiscalité propre créé fin 2006  et auquel la commune a transféré un certain nombre de ses compétences, dans les conditions déterminées par le code général des collectivités territoriales.

### Liste des maires
| Période                                  | Période                       | Identité                  | Étiquette | Qualité                                                                                  |
| ---------------------------------------- | ----------------------------- | ------------------------- | --------- | ---------------------------------------------------------------------------------------- |
| Les données manquantes sont à compléter. |                               |                           |           |                                                                                          |
|                                          |                               |                           |           |                                                                                          |
| 1871                                     | 1900                          | Claude Pothier Guillemeau |           |                                                                                          |
| 1900                                     | 1908                          | Émile Pothier             |           |                                                                                          |
| 1908                                     | 1919                          | Victor Guillemeau         |           |                                                                                          |
| 1919                                     | 1947                          | Raoul Ferrand             |           |                                                                                          |
| 1947                                     | 1959                          | Henri Collenot            |           |                                                                                          |
| 1959                                     | 1965                          | Célestin Jacotot          |           |                                                                                          |
| 1965                                     | 1995                          | André Gagnepain           |           |                                                                                          |
| 1995                                     | décembre 2009                 | Jacques Collenot          |           | Viticulteur Président du syndicat viticole de Mavilly-Mandelot Démissionnaire            |
| 2010                                     | 2014                          | Michel Meunier            |           |                                                                                          |
| le 28 mars 2014                          | mai 2020                      | Thierry Lainé             |           | Responsable commercial                                                                   |
| mai 2020                                 | avril 2023                    | Pierre-Guy Dromard        |           | Arrière petit-fils de Raoul Ferrand Ancien chef entreprise d’imprimerie Mort en fonction |
| juillet 2023                             | En cours (au 23 janvier 2024) | Sylvain Bruchard          |           | Ouvrier agricole                                                                         |

## Population et société

### Démographie
L'évolution du nombre d'habitants est connue à travers les recensements de la population effectués dans la commune depuis 1793. Pour les communes de moins de 10 000 habitants, une enquête de recensement portant sur toute la population est réalisée tous les cinq ans, les populations de référence des années intermédiaires étant quant à elles estimées par interpolation ou extrapolation. Pour la commune, le premier recensement exhaustif entrant dans le cadre du nouveau dispositif a été réalisé en 2004.

En 2022, la commune comptait 173 habitants, en évolution de −2,26 % par rapport à 2016 (Côte-d'Or : +0,82 %, France hors Mayotte : +2,11 %).
| 1793 | 1800 | 1806 | 1821 | 1831 | 1836 | 1841 | 1846 | 1851 |
| ---- | ---- | ---- | ---- | ---- | ---- | ---- | ---- | ---- |
| 319  | 346  | 391  | 366  | 389  | 355  | 395  | 392  | 396  |

| 1856 | 1861 | 1866 | 1872 | 1876 | 1881 | 1886 | 1891 | 1896 |
| ---- | ---- | ---- | ---- | ---- | ---- | ---- | ---- | ---- |
| 348  | 318  | 335  | 301  | 296  | 322  | 312  | 314  | 280  |

| 1901 | 1906 | 1911 | 1921 | 1926 | 1931 | 1936 | 1946 | 1954 |
| ---- | ---- | ---- | ---- | ---- | ---- | ---- | ---- | ---- |
| 277  | 265  | 239  | 208  | 200  | 191  | 167  | 171  | 181  |

| 1962 | 1968 | 1975 | 1982 | 1990 | 1999 | 2004 | 2006 | 2009 |
| ---- | ---- | ---- | ---- | ---- | ---- | ---- | ---- | ---- |
| 175  | 154  | 144  | 146  | 152  | 154  | 160  | 151  | 162  |

| 2014 | 2019 | 2022 | - | - | - | - | - | - |
| ---- | ---- | ---- | - | - | - | - | - | - |
| 176  | 179  | 173  | - | - | - | - | - | - |

### Vie associative
L’Association de loisirs et d’animation contr(ibue à l'animation du viollage depujis 1981

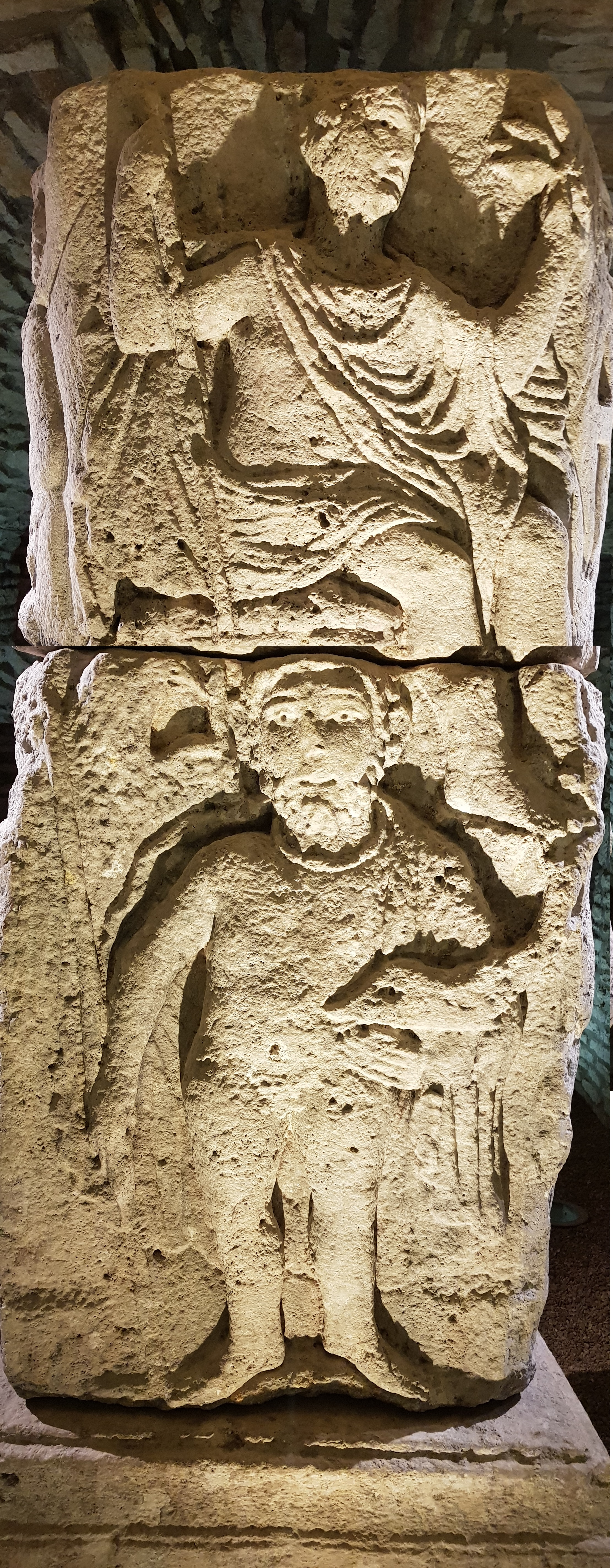
Eléments du pilier de Mavilly (Musée Archéologique de Dijon)

## Culture locale et patrimoine

### Lieux et monuments
- À Mavilly existait un autel, ou un pilier, gallo-romain, dont a été réalisé un moulage pour le  Musée d'archéologie nationale de Saint-Germain. Ses tronçons avaient été réutilisés pour servir de base à deux autels de l'église paroissiale, ainsi qu'à un bénitier et à des fonts baptismaux. Ces vestiges et les figures qui les ornaient ont donné lieu à des hypothèses diverses de la part des historiens, archéologues et historiens des religions, comme Salomon Reinach[28]. La roche calcaire utilisée, localement appelée bouzard, provenait d'un gisement au nord-est de Mavilly, dont est également issue la colonne de Cussy.
- Église Saint-Martin de Mavilly
- Le calvaire du XVIe siècle, sur la place du village  Classé MH (1941)[29].
- Ancien château de la fin du XVIIIe ou du début du XIXe siècle[30]
- Lors de l'élaboration du PLU, plusieurs arbres remarquables ont été trouvés et classés : quatre cormiers, un saule marsault têtard, une cépée de Nerprun des Alpes[31]. Un des quatre cormiers est le plus gros de France par la circonférence du tronc.

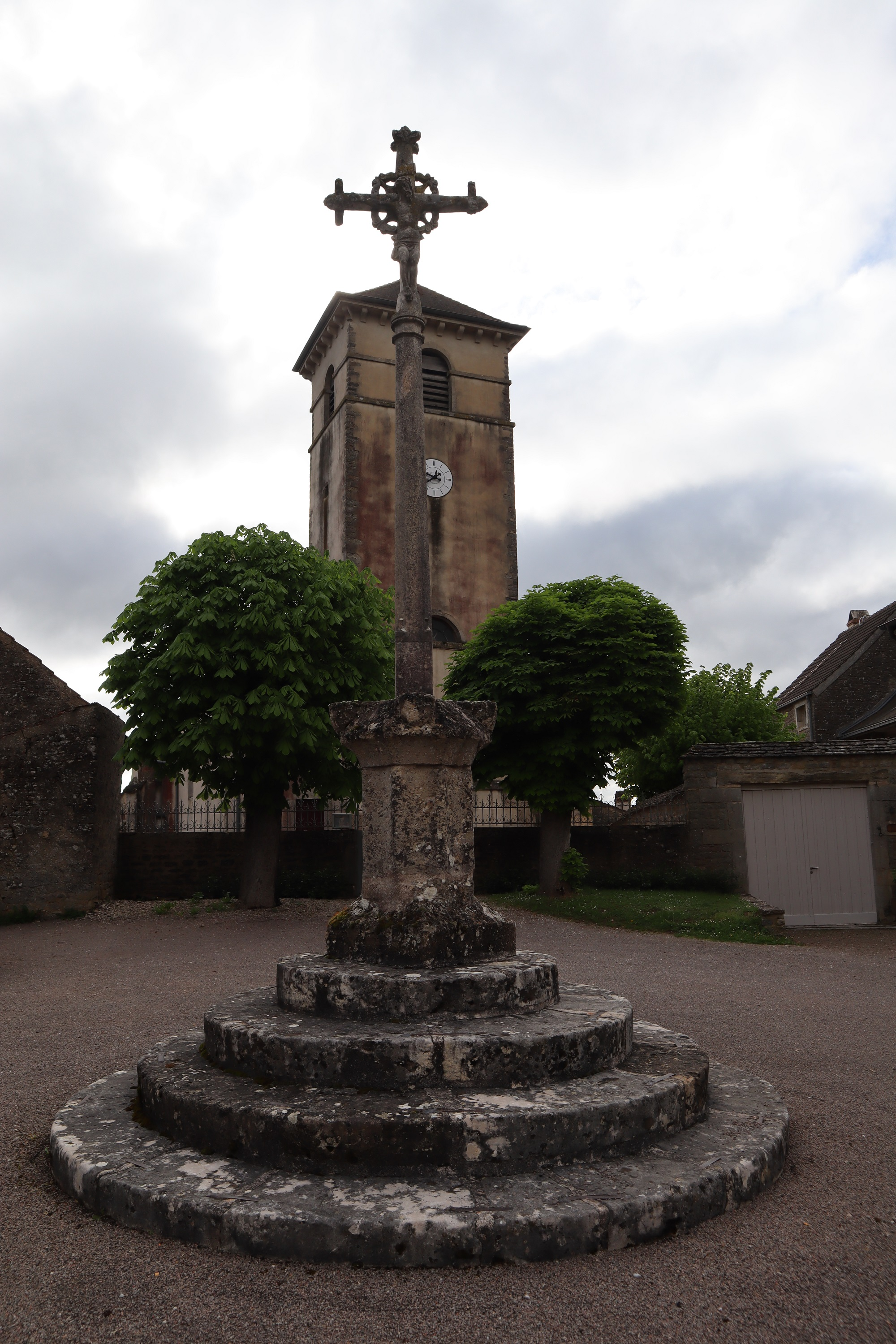
Le calvaire du bourg.
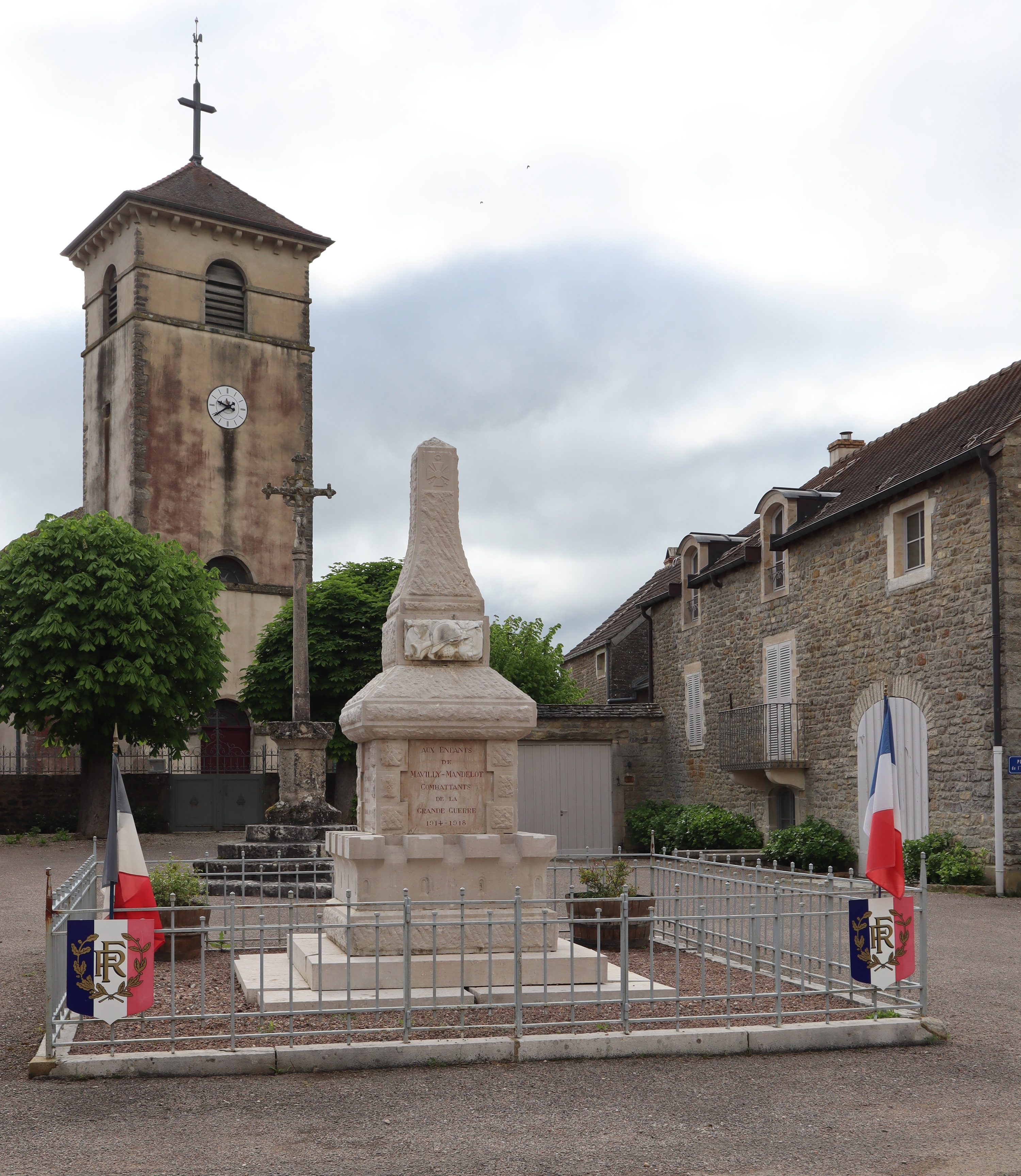
Le monument aux morts.
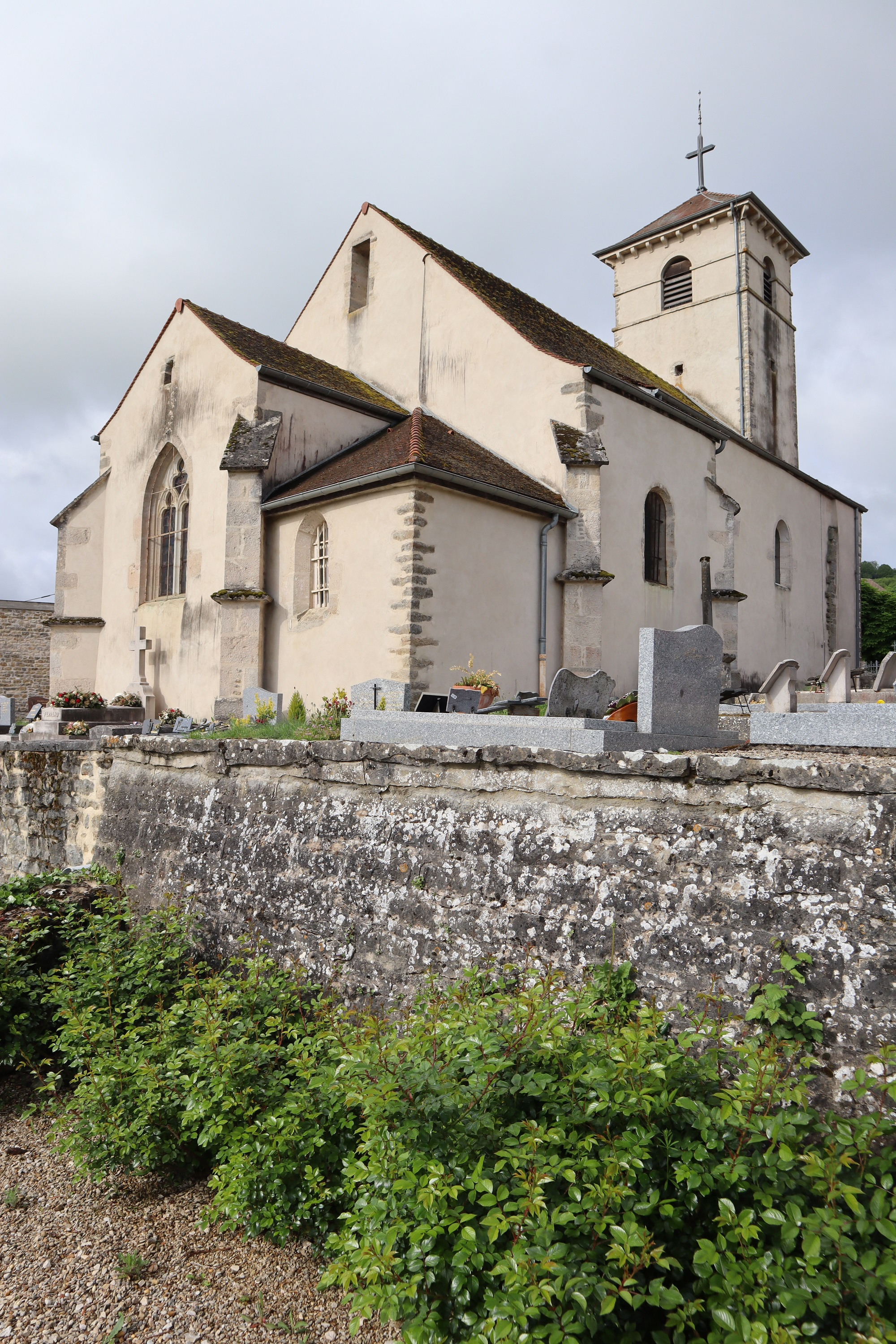
L'église paroissiale Saint-Martin.

### Personnalités liées à la commune
- Edmond Bouley (1854-1932), médecin et chirurgien, personnalité de Beaune, y est né.

### Héraldique
| Blason de Mavilly-Mandelot | Blason  | D'azur à la branche de gui d'or, chapé d'or.     |
| Blason de Mavilly-Mandelot | Détails | Le statut officiel du blason reste à déterminer. |

## Pour approfondir